# Lucie Horsch
Lucie Horsch (1999) is een Nederlandse blokfluitiste. Zij won een Edison,  een Opus Klassik  en de Nederlandse muziekprijs. Daarnaast vertegenwoordigde zij Nederland bij het  Eurovision Young Musicans 2014 in Keulen.

## Familie
Horsch komt uit een muzikale Amsterdamse familie. Beide ouders van Horsch zijn cellisten. Haar vader Gregor Horsch is de eerste solo-cellist in het Koninklijk Concertgebouworkest. Haar moeder Pascale Went studeerde aan het Sweelinck Conservatorium en Royal Northern College of Music, maar is niet verbonden aan een orkest. Haar broer Caspar Horsch speelt sinds het seizoen 2022/2023 viool in het Concertgebouworkest.  

## Muziek
Zijzelf koos op haar vijfde voor de blokfluit om de klank.
Eerst volgde Horsch blokfluitlessen aan de Amsterdamse muziekschool. Op haar negende speelde ze als solist bij het Kinderprinsengrachtconcert. Vanaf 2011 studeerde ze blokfluit aan de Sweelinck Academie voor jong talent aan het Conservatorium van Amsterdam bij Walter van Hauwe. Daarnaast studeerde ze piano bij Marjès Benoist. In 2012 won Horsch het Prinses Christina Concours (klassiek) en in 2013 de De Avond van de Jonge Musicus (waar zij de jongste deelnemer was). Door die laatste winst mocht Horsch meedoen aan het Eurovision Young Musicians 2014 als Nederlandse vertegenwoordiger. In 2016 kreeg Horsch de Concertgebouw Young Talent Award uitgereikt.
Inmiddels studeerde Horsch piano bij Jan Wijn aan het Amsterdams Conservatorium, later aangevuld met klavecimbel en fortepiano bij Olga Pashchenko. Daarnaast zingt zij al sinds haar vroege jeugd. Ze was zeven jaar lid van het Nationaal Kinderkoor, waar ze werd gedirigeerd door onder anderen Simon Rattle, Mariss Jansons en Jaap van Zweden. Sinds 2016 had ze zangles met als zangdocente Xenia Meijer. Haar stemtype is mezzosopraan.

## Albums en prijzen
In 2016 werd haar debuutalbum Vivaldi uitgebracht met daarop hoofdzakelijk fluitconcerten van Vivaldi. Dit album kreeg een  Edison in de categorie debuut. In 2019 kwam haar, met een Opus Klassik bekroonde, album Baroque Journey uit met barokmuziek uit verschillende streken van Europa.
In 2020 won Horsch de Nederlandse Muziekprijs. Zoals al eerder vermeld won zij ook een prijs bij het Prinses Christina Concours.

### The Frans Brüggen Project
In 2024 bracht zij via Decca Records onder de titel The Frans Brüggen Project een muziekalbum uit met bewerkte muziek van onder meer Johann Sebastian Bach, Georg Philipp Telemann en Nicolas Chédeville. De opnamen vonden plaats in de Keizersgrachtkerk. Ze mocht daarbij gebruikmaken van blokfluiten uit de collectie van blokfluitlegende Frans Brüggen (leraar van haar leraar). De blokfluiten werden beschikbaar gesteld door de weduwe (en kunsthistorica) Machteld Brüggen-Israëls. Dit had wat voeten in aarde, want de blokfluiten moesten na jarenlang rust ingespeeld worden. Bovendien moesten de fluiten aangepast worden aan de omstandigheden van de kerk, maar ook aan de kracht en vochtigheid van de adem van Horsch. Te grote verschillen zouden schade kunnen toebrengen aan de instrumenten. Ook Horsch moest wennen aan de eigenwijsheid van de blokfluiten uit de 16e en 17e eeuw. Deze waren door de eeuwen heen gewend aan een bepaalde trant van bespelen, die niet zo maar gewijzigd kan worden. Bij de opnamen werd ze begeleid door het Orkest van de Achttiende Eeuw; andere medewerkenden waren violist Rachel Podger en cellist Albert Brüggen (neef van Frans). Het album was bedoeld als eerbetoon aan Frans Brüggen en de ontwikkeling in zijn manier van muziekbeleving, verschuivend van theorie (verhaal achter de blokfluit) naar de praktijk (daadwerkelijk muziek maken op de fluit)   